# Göttinger Kleinbahn
| Kursbuchstrecke (DB): | 202e (1956); 202c                                                                    |                                     |                                     |
| Kursbuchstrecke: | 179c (Göttingen Klb – Rittmarshausen1934) 202c (Göttingen Klb – Rittmarshausen 1946) |                                     |                                     |
| Streckenlänge: | 35,6 km                                                                              |                                     |                                     |
| Spurweite: | 750 mm (Schmalspur)                                                                  |                                     |                                     |
| |                                                                                      |                                     |                                     |
| \| \| \| von Hannover \| \| \| \| 0,0 \| Göttingen Staatsbahnhof (bis 1922) \| Göttingen Staatsbahnhof (bis 1922) \| \| \| \| Groner Chaussee \| \| \| \| \| nach Kassel \| \| \| \| 0,4 \| Göttingen Gartetalbahnhof (ab 1922) \| Göttingen Gartetalbahnhof (ab 1922) \| \| \| 1,1 \| Göttinger Brauhaus \| Göttinger Brauhaus \| \| \| 1,6 \| Leinekanal \| Leinekanal \| \| \| 2,0 \| Lindenkrug \| Lindenkrug \| \| \| 4,0 \| Landwehrschenke \| Landwehrschenke \| \| \| 5,7 \| Garteschenke \| Garteschenke \| \| \| 7,5 \| Werkanschluss Steinbruch \| Werkanschluss Steinbruch \| \| \| 9,3 \| Diemarden \| Diemarden \| \| \| 9,9 \| Diemarden Gbf \| Diemarden Gbf \| \| \| 10,7 \| Klein Lengden \| Klein Lengden \| \| \| 10,8 \| Lengder Bach \| Lengder Bach \| \| \| 11,9 \| Steinsmühle \| Steinsmühle \| \| \| 12,0 \| Bramke \| Bramke \| \| \| 12,8 \| Eichenkrug \| Eichenkrug \| \| \| 13,9 \| Benniehausen \| Benniehausen \| \| \| 15,0 \| Waterloo \| Waterloo \| \| \| 16,1 \| Garte \| Garte \| \| \| 16,9 \| Wöllmarshausen \| Wöllmarshausen \| \| \| 17,7 \| Rittmarshausen \| Rittmarshausen \| \| \| 18,1 \| Rittmarshausen \| Rittmarshausen \| \| \| 18,6 \| Mühlengraben \| Mühlengraben \| \| \| 18,7 \| Garte \| Garte \| \| \| 19,2 \| Kerstlingerode \| Kerstlingerode \| \| \| 20,6 \| Beienrode \| Beienrode \| \| \| 22,6 \| Weißenborn \| Weißenborn \| \| \| 22,9 \| Straße nach Duderstadt \| Straße nach Duderstadt \| \| \| 23,2 \| Feldweg \| Feldweg \| \| \| 23,5 \| Straße nach Duderstadt \| Straße nach Duderstadt \| \| \| 24,4 \| Feldweg \| Feldweg \| \| \| 25,0 \| Etzenborn \| Etzenborn \| \| \| 25,3 \| Feldweg \| Feldweg \| \| \| 26,0 \| Straße nach Duderstadt \| Straße nach Duderstadt \| \| \| 26,5 \| Nathe \| Nathe \| \| \| 29,6 \| Nesselröden \| Nesselröden \| \| \| 33,3 \| Westerode \| Westerode \| \| \| 34,1 \| Bahnstrecke Leinefelde–Wulften \| Bahnstrecke Leinefelde–Wulften \| \| \| 35,1 \| Muse \| Muse \| \| \| 35,6 \| Duderstadt \| Duderstadt \| |                                                                                      |                                     |                                     |
| Strecke |                                                                                      | von Hannover                        | von Hannover                        |
| Bahnhof · Kopfbahnhof Streckenanfang (Strecke außer Betrieb) | 0,0                                                                                  | Göttingen Staatsbahnhof (bis 1922)  | Göttingen Staatsbahnhof (bis 1922)  |
| ehemaliger Bahnübergang · Bahnübergang (Strecke außer Betrieb) |                                                                                      | Groner Chaussee                     | Groner Chaussee                     |
| Abzweig ehemals geradeaus und nach rechts · Strecke (außer Betrieb) |                                                                                      | nach Kassel                         | nach Kassel                         |
| Bahnhof (Strecke außer Betrieb) | 0,4                                                                                  | Göttingen Gartetalbahnhof (ab 1922) | Göttingen Gartetalbahnhof (ab 1922) |
| Abzweig geradeaus und nach links (Strecke außer Betrieb) | 1,1                                                                                  | Göttinger Brauhaus                  | Göttinger Brauhaus                  |
| Brücke über Wasserlauf (Strecke außer Betrieb) | 1,6                                                                                  | Leinekanal                          | Leinekanal                          |
| Haltepunkt / Haltestelle (Strecke außer Betrieb) | 2,0                                                                                  | Lindenkrug                          | Lindenkrug                          |
| Haltepunkt / Haltestelle (Strecke außer Betrieb) | 4,0                                                                                  | Landwehrschenke                     | Landwehrschenke                     |
| Bahnhof (Strecke außer Betrieb) | 5,7                                                                                  | Garteschenke                        | Garteschenke                        |
| Abzweig geradeaus und nach links (Strecke außer Betrieb) | 7,5                                                                                  | Werkanschluss Steinbruch            | Werkanschluss Steinbruch            |
| Haltepunkt / Haltestelle (Strecke außer Betrieb) | 9,3                                                                                  | Diemarden                           | Diemarden                           |
| Dienststation / Betriebs- oder Güterbahnhof (Strecke außer Betrieb) | 9,9                                                                                  | Diemarden Gbf                       | Diemarden Gbf                       |
| Bahnhof (Strecke außer Betrieb) | 10,7                                                                                 | Klein Lengden                       | Klein Lengden                       |
| Brücke über Wasserlauf (Strecke außer Betrieb) | 10,8                                                                                 | Lengder Bach                        | Lengder Bach                        |
| Bahnhof (Strecke außer Betrieb) | 11,9                                                                                 | Steinsmühle                         | Steinsmühle                         |
| Brücke über Wasserlauf (Strecke außer Betrieb) | 12,0                                                                                 | Bramke                              | Bramke                              |
| Bahnhof (Strecke außer Betrieb) | 12,8                                                                                 | Eichenkrug                          | Eichenkrug                          |
| Haltepunkt / Haltestelle (Strecke außer Betrieb) | 13,9                                                                                 | Benniehausen                        | Benniehausen                        |
| Bahnhof (Strecke außer Betrieb) | 15,0                                                                                 | Waterloo                            | Waterloo                            |
| Brücke über Wasserlauf (Strecke außer Betrieb) | 16,1                                                                                 | Garte                               | Garte                               |
| Bahnhof (Strecke außer Betrieb) | 16,9                                                                                 | Wöllmarshausen                      | Wöllmarshausen                      |
| Bahnübergang (Strecke außer Betrieb) | 17,7                                                                                 | Rittmarshausen                      | Rittmarshausen                      |
| Bahnhof (Strecke außer Betrieb) | 18,1                                                                                 | Rittmarshausen                      | Rittmarshausen                      |
| Brücke über Wasserlauf (Strecke außer Betrieb) | 18,6                                                                                 | Mühlengraben                        | Mühlengraben                        |
| Brücke über Wasserlauf (Strecke außer Betrieb) | 18,7                                                                                 | Garte                               | Garte                               |
| Bahnhof (Strecke außer Betrieb) | 19,2                                                                                 | Kerstlingerode                      | Kerstlingerode                      |
| Bahnhof (Strecke außer Betrieb) | 20,6                                                                                 | Beienrode                           | Beienrode                           |
| Bahnhof (Strecke außer Betrieb) | 22,6                                                                                 | Weißenborn                          | Weißenborn                          |
| Bahnübergang (Strecke außer Betrieb) | 22,9                                                                                 | Straße nach Duderstadt              | Straße nach Duderstadt              |
| Strecke mit Straßenbrücke (Strecke außer Betrieb) | 23,2                                                                                 | Feldweg                             | Feldweg                             |
| Bahnübergang (Strecke außer Betrieb) | 23,5                                                                                 | Straße nach Duderstadt              | Straße nach Duderstadt              |
| Strecke mit Straßenbrücke (Strecke außer Betrieb) | 24,4                                                                                 | Feldweg                             | Feldweg                             |
| Bahnhof (Strecke außer Betrieb) | 25,0                                                                                 | Etzenborn                           | Etzenborn                           |
| Strecke mit Straßenbrücke (Strecke außer Betrieb) | 25,3                                                                                 | Feldweg                             | Feldweg                             |
| Bahnübergang (Strecke außer Betrieb) | 26,0                                                                                 | Straße nach Duderstadt              | Straße nach Duderstadt              |
| Brücke über Wasserlauf (Strecke außer Betrieb) | 26,5                                                                                 | Nathe                               | Nathe                               |
| Bahnhof (Strecke außer Betrieb) | 29,6                                                                                 | Nesselröden                         | Nesselröden                         |
| Haltepunkt / Haltestelle (Strecke außer Betrieb) | 33,3                                                                                 | Westerode                           | Westerode                           |
| Kreuzung geradeaus oben (Strecken außer Betrieb) | 34,1                                                                                 | Bahnstrecke Leinefelde–Wulften      | Bahnstrecke Leinefelde–Wulften      |
| Brücke über Wasserlauf (Strecke außer Betrieb) | 35,1                                                                                 | Muse                                | Muse                                |
| Kopfbahnhof Streckenende (Strecke außer Betrieb) | 35,6                                                                                 | Duderstadt                          | Duderstadt                          |

Die Gartetalbahn war eine von der Göttinger Kleinbahn AG betriebene Schmalspurbahn, die von 1897 bis 1957 von Göttingen nach Rittmarshausen und von 1907 bis 1931 weiter nach Duderstadt führte.

## Entstehung und Geschichte

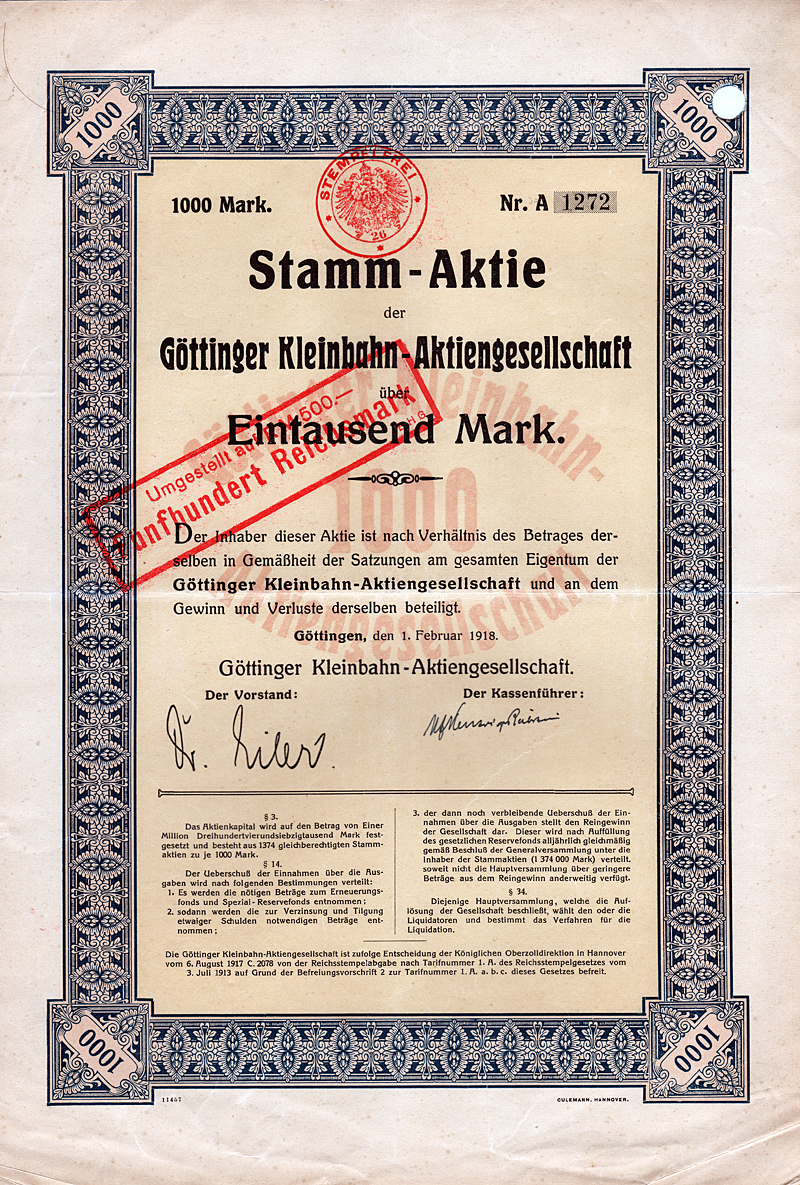
Aktie über 1000 Mark der Göttinger Kleinbahn AG vom 1. Februar 1918

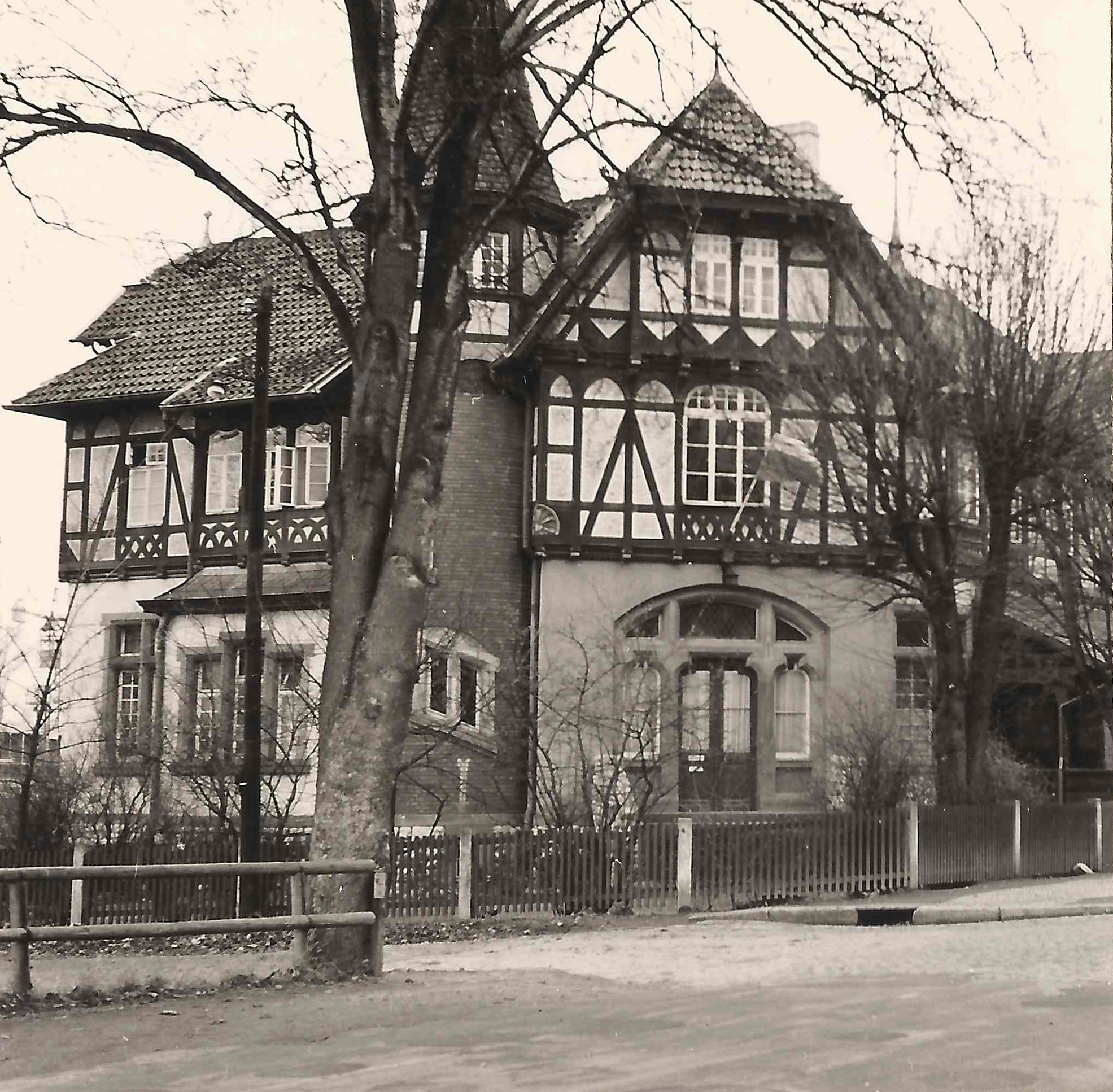
Bahnhof Lindenhof in der Lotzestraße in Göttingen, ab 1922 als Korporationshaus genutzt

Die Gartetalbahn AG wurde als Göttinger Kleinbahn AG am 16. November 1896 gegründet. Beteiligt waren der Landkreis und die Stadt Göttingen, die Gemeinde Rittmarshausen sowie die Bahnbau- und Betriebsunternehmung Lenz & Co GmbH, die bis 1938 auch den Betrieb führte. Anschließend lag die Betriebsführung beim Niedersächsischen Landeseisenbahnamt in Hannover.
Die Gesellschaft eröffnete am 19. Dezember 1897 eine Kleinbahn in der Spurweite von 750 mm, die von Göttingen im Tal der Garte, eines Nebenflusses der Leine, aufwärts nach Rittmarshausen führte. Dort befand sich stets der Betriebsmittelpunkt. Zehn Jahre später, am 1. Juli 1907 verlängerte man die Bahn bis zur Kreisstadt des Nachbarkreises Duderstadt, die bereits 1889 an das Staatsbahnnetz angeschlossen worden war.
In Göttingen endeten die Personenzüge der Gartetalbahn direkt vor dem Göttinger Empfangsgebäude der Staatsbahn. Als die Bahnanlagen in Göttingen in den 1920er Jahren aufgrund des zunehmenden Straßenverkehrs höher gelegt wurden, musste der Personenbahnhof der Gartetalbahn um ca. 400 m nach Südsüdwest hinter die Unterführung der Groner Landstraße zurück verlegt werden. Im Bahnhof Göttingen Süd der Gartetalbahn bestand bis zuletzt eine Umlademöglichkeit zwischen der Schmalspurbahn und der Staatsbahn.
Der Teilabschnitt Duderstadt–Rittmarshausen der insgesamt 36 km langen Strecke wurde – wegen allzu geringer Nachfrage – schon nach knapp 15 Jahren ab April 1922 wieder stillgelegt. Die Wiederaufnahme des Verkehrs in beschränktem Umfang im Jahre 1924 war nur vorübergehend; das Ende kam unwiderruflich im Jahre 1931. Dagegen bestand der Personenverkehr von Göttingen bis Rittmarshausen fast sechzig Jahre lang, bis zum 30. Oktober 1957; Güterzüge – vor allem zum Transport der Zuckerrüben – fuhren bis zum 1. März 1959. Danach wurde die Strecke abgebrochen.
Nach dem Ausscheiden der AG für Verkehrswesen, die an die Stelle von Lenz & Co getreten war, lagen nach dem Zweiten Weltkrieg 75 % der Aktien in der Hand des Landes Niedersachsen, 22 % in Privathand. Die Gesellschaft nannte sich seit 1946 Gartetalbahn AG und war ab 1957 ein Eigenbetrieb des Landkreises Göttingen, der noch bis 1983 eine Buslinie entlang der ehemaligen Bahnstrecke betrieb.

## Fahrzeuge
Bei der Betriebsaufnahme waren drei zweiachsige Dampflokomotiven (Nr. 1 bis 3) vorhanden, in den nächsten Jahren wurden noch zwei vierachsige Malletlokomotiven beschafft (Nr. 11 und 12). 1940 wurde eine dreiachsige Lokomotive mit Schleppachse beschafft, die die abgängige Lok 3 ersetzte, nach dem Krieg kamen zwei dreiachsige Lokomotiven mit Schlepptender (Nr. 4 und 5) für die übrigen Zweikuppler aus Heeresfeldbahnbeständen und eine fünfachsige Schlepptenderlok (Nr. 12II), ebenfalls von der Heeresfeldbahn, als Ersatz für die Mallets. 
1954 wurde von der Kleinbahn Steinhelle–Medebach ein vierachsiger Triebwagen beschafft, der 1939 von der Waggonfabrik Wismar gebaut worden war.
Es waren nie mehr als neun vierachsige und drei zweiachsige Personenwagen vorhanden, dazu noch zwei Pack-/Postwagen und bis zu 24 gedeckte und 53 offene Güterwagen.

## Die Trasse heute

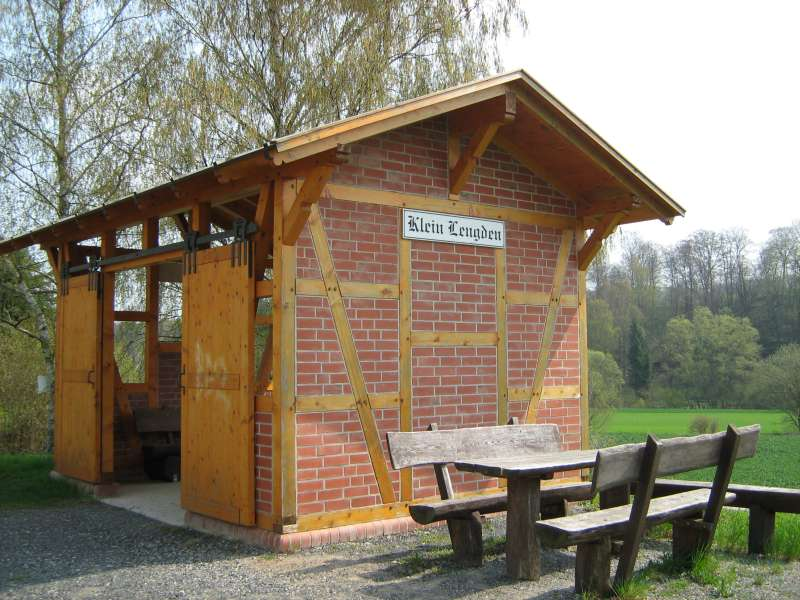
Dem 2006 abgerissenen Original nachempfundener Nachbau eines Güterschuppens am ehemaligen Bahnhof Klein Lengden: ein Rastplatz am Weser-Harz-Heide-Radfernweg

An vielen Stellen sind noch heute Spuren der alten Trassenführung in der Landschaft vorhanden. Einige Beispiele sind:
- Auffällig langer schmaler Grundstücksschnitt des DLR-Geländes am Brauweg.
- Brückenfundamente am Leinekanal im Bereich der Jahnstraße
- Stufe im Gelände, die auf die Sporthalle des Felix-Klein-Gymnasiums zuläuft
- Dreieckiger Grundstücksabschnitt an der Einmündung des Windauswegs in die Lotzestraße
- südliche Verlängerung der Lotzestraße, neben der deutlich der Bahndamm, getrennt vom Weg durch einen Graben, erkennbar ist
- Bahndämme u. a. im Gartetal zwischen Gartemühle und Diemarden, zwischen Rittmarshausen und Kerstlingerode
- Plateau des ehemaligen Bahnhofs Kerstlingerode, heute Standort der Gartetalschule.
- Fundamente der Brücke über die Garte bei Wöllmarshausen (die Brücke selber wurde mit der Stilllegung der Bahn abgerissen und 2006 im Rahmen des Radwegebaus neu gebaut).
- Der Güterschuppen beim ehemaligen Bahnhof Klein Lengden an der Straße zwischen Klein Lengden und Diemarden ist ein Nachbau von ca. 2006. Der fast baugleiche Originalschuppen, der an derselben Stelle stand, wurde im gleichen Jahr abgerissen.
- Noch original erhalten ist hingegen der Güterschuppen am ehemaligen Bahnhof Steinsmühle.
- Bahnhof an der Landstraße in Rittmarshausen, heute als Wohnhaus genutzt.
- Lokschuppen in Rittmarshausen, wird heute gewerblich genutzt.
- Auch vom bereits 1931 endgültig stillgelegten Abschnitt Rittmarshausen–Duderstadt finden sich noch heute erkennbare Reste, etwa Widerlager von Brücken und Reste von Dämmen und Einschnitten, die den einstigen Streckenverlauf erkennbar machen.

Heute werden Teile der Strecke als Bahntrassenradweg genutzt und sind Bestandteil des Weser-Harz-Heide-Radfernweges (niedersächsischer Radfernweg/RFW 5), der von der Lüneburger Heide über den Harz und die Rhumequelle via Göttingen an die Weser führt. Zudem erinnern einige Straßennamen wie Am Gartetalbahnhof in Göttingen und Am Bahnhof in Rittmarshausen an die Bahnstrecke.